# Deauville
Deauville este o comună franceză, situată în departamentul Calvados, în regiunea Normandie.

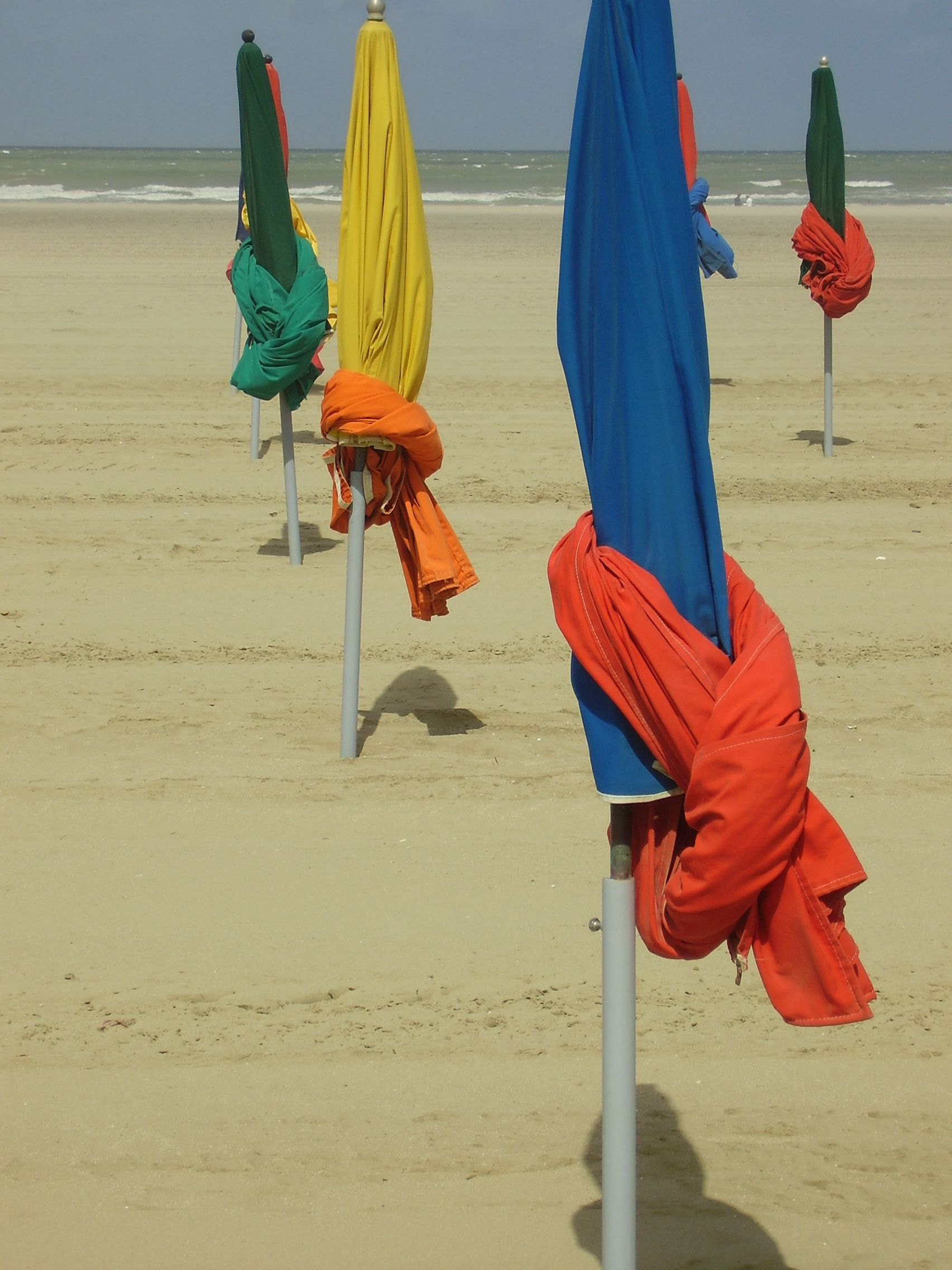
Umbrelele de soare, simbol al orașului Deauville.

Stațiune balneară normandă, este considerată, datorită cazinoului său, hotelurilor de lux, vilelor clasificate, hipodromurilor, porturilor de agrement, palatului său pentru congrese, Festivalului de film american, terenurilor de golf și cluburilor de noapte, una dintre cele mai prestigioase localități din Franța. Plaja sa este, de asemenea, renumită pentru umbrelele de soare în culori portocaliu, roșu, albastru și verde, în funcție de sectoare (fabricate artizanal în regiune), cu celebrul nod „deauvillais”, care le asigură o susținere mult mai estetică decât nodul „de vacă” (în franceză nœud de vache).
Atrage anual mii de turiști, în special parizieni, datorită proximității sale relative (aproximativ 200 km), ceea ce i-a adus supranumele de „al 21-lea arondisment al Parisului”, grație autostrăzii și căii ferate. Reputația sa de stațiune de lux o face frecventată în mod regulat de numeroase celebrități din cinematografie, muzică, televiziune, modă, precum și din lumea economică și politică. În secolul XXI, conform unui studiu, se bucură de una dintre cele mai mari atractivități printre orașele franceze cu o populație cuprinsă între o mie și zece mii de locuitori, alături de Arcachon, Noirmoutier-en-l'Île, Étretat și Honfleur.

## Geografie
Comuna este situată la gura de vărsare a râului Touques, care o separă de Trouville-sur-Mer, și se întinde parțial de-a lungul fluviului. Un pod leagă cele două comune. Din punct de vedere tradițional, se află în nordul ținutului Pays d'Auge, iar din punct de vedere turistic, este situată pe Côte Fleurie.
Aflată la sud-vest de comuna Trouville-sur-Mer, aglomerația se situează la 13 km nord-vest de Pont-l'Évêque, 16 km sud-vest de Honfleur, 17 km nord-est de Dives-sur-Mer și 42 km nord-est de Caen.
Mediul înconjurător al comunei se caracterizează printr-o plajă lungă de nisip, rezultat al eroziunii falezelor de calcar. În spate se întind, pe de o parte, valea râului Touques, iar pe de altă parte, colinele care formează peisajul tipic al ținutului Pays d’Auge.

### Clima
În 2010, clima comunei era de tip oceanic alterat, conform unui studiu realizat de Centrului Național de Cercetare Științifică (CNRS), bazat pe o serie de date care acoperă perioada 1971-2000. În 2020, Météo-France a publicat o tipologie a climei Franței metropolitane, în care comuna este clasificată ca având un climat oceanic și se află în regiunea climatică Coastele de Est ale Canalului Mânecii, caracterizată printr-un nivel scăzut de însorire (1 550 ore/an), umiditate ridicată a aerului (peste 20 ore/zi cu umiditate relativă > 80 % iarna) și vânturi frecvente și puternice.
Pentru perioada 1971-2000, temperatura anuală medie este de 11 °C, cu o amplitudine termică anuală de 12,5 °C. Cumulul anual mediu de precipitații este de 771 mm, cu 12,3 zile de precipitații în ianuarie și 8 zile în iulie. Pentru perioada 1991-2020, temperatura medie anuală observată la stația meteorologică Météo-France situată în comună, este de 11,0 °C, iar cumulul anual mediu de precipitații este de 920,4 mm.
Parametrii climatici ai comunei au fost estimați pentru mijlocul secolului (2041-2070) conform diferitelor scenarii de emisie de gaze cu efect de seră, bazate pe noile proiecții climatice de referință DRIAS-2020. Aceștia pot fi consultați pe un site dedicat publicat de Météo-France în noiembrie 2022.

## Urbanism

### Tipologie
La 1 ianuarie 2024, Deauville este clasificată drept un mic oraș, conform noii grile comunale de densitate în 7 niveluri definită de INSEE (Institutul Național de Statistică și Studii Economice) în 2022. Face parte din unitatea urbană Dives-sur-Mer, o aglomerație intra-departamentală, al cărei centru urban este Deauville. În plus, comuna aparține zonei metropolitane a localității Trouville-sur-Mer, fiind o comună din polul principal al acesteia. Această zonă, care include 35 de comune, este clasificată în categoria zonelor cu mai puțin de 50.000 de locuitori.
Comuna, situată pe malul golfului Senei, este, de asemenea, o comună litorală în sensul legii din 3 ianuarie 1986, cunoscută sub numele de legea litoralului. Dispoziții urbanistice specifice se aplică aici pentru a proteja spațiile naturale, siturile, peisajele și echilibrul ecologic al litoralului, cum ar fi, de exemplu, principiul interdicției de construire în afara zonelor urbanizate pe fâșia litorală de 100 de metri sau mai mult, dacă planul local de urbanism prevede acest lucru.

### Utilizarea terenurilor
Utilizarea terenurilor în comună, conform bazei de date europene privind utilizarea biogeografică a terenurilor Corine Land Cover (CLC), se caracterizează prin predominanța teritoriilor artificializate (95,1 % în 2018), în creștere față de 1990 (89,6 %). Repartizarea detaliată în 2018 este următoarea: zone urbanizate (68 %), spații verzi artificializate, neagricole (15,5 %), zone industriale sau comerciale și rețele de comunicații (11,6 %), pajiști (2,3 %), spații deschise, fără sau cu puțină vegetație (1,9 %), zone umede costiere (0,7 %). Evoluția ocupării terenurilor în comună și a infrastructurilor sale poate fi observată pe diferitele reprezentări cartografice ale teritoriului: harta Cassini (secolul XVIII), harta de stat-major (1820-1866) și hărțile sau fotografiile aeriene ale IGN pentru perioada actuală (1950 până în prezent).

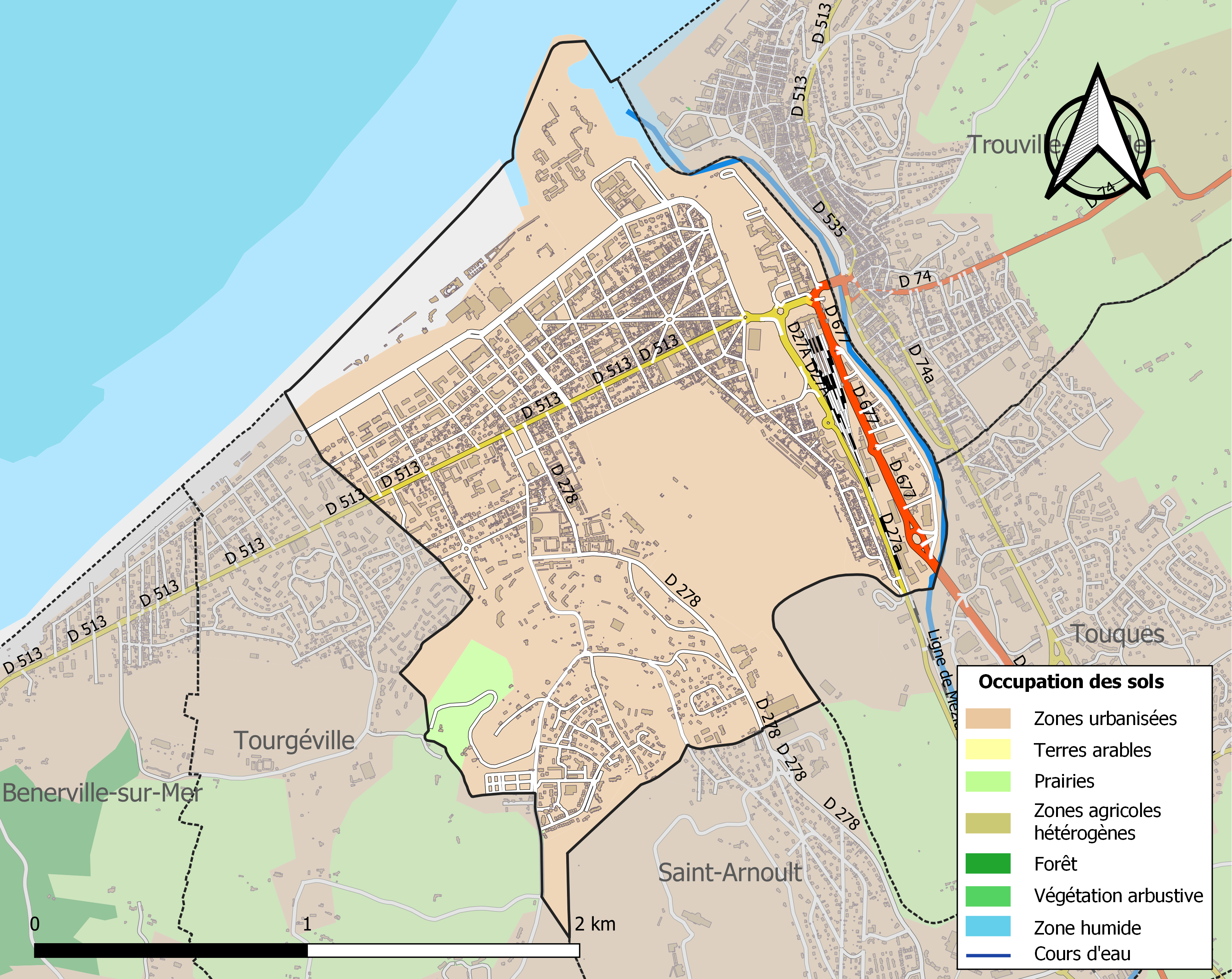
Harta infrastructurii și utilizării terenului a comunei în 2018 (CLC).

## Comune limitrofe
| Canalul Mânecii | Canalul Mânecii           | Trouville-sur-Mer |
| Tourgéville     |                           | Touques           |
| Tourgéville     | Tourgéville Saint-Arnoult | Saint-Arnoult     |

## Toponimie
Numele Deauville este atestat sub forma latinizată Auevilla în anul 1060, apoi sub forma d’Auville, iar mai târziu Deauvilla. În 1793 apare menționat ca Deanville, iar în 1801 ca Deauville.
Este vorba despre o formație toponimică medievală în -ville, care desemnează un „domeniu rural” (termen derivat din gallo-romanul VILLA, ce însemna „mare domeniu rural”). Originea primului element a generat diverse ipoteze.
În primul rând, conform mențiunilor vechi ale numelui, forma sa originală nu conținea un [d] inițial. Aceasta se explică prin aglutinarea prepoziției de (după eliziunea lui [œ], caracteristică limbii franceze înaintea unei alte vocale): d'Auville > Deauville. Grafia contemporană restituie un e neetimologic: Deauville în loc de Dauville. Aglutinarea acestei prepoziții nu este rară în toponimie, fiind întâlnită și mai la vest, de exemplu în la Douve sau în Digosville (Manche, Ingulvilla [?] în 1095, Digouvilla în 1198).
- Albert Dauzat și Charles Rostaing consideră că primul element Au- provine dintr-un apelativ de origine germanică, auwja sau auwa, care înseamnă „pajiște umedă”[26]. Această interpretare se potrivește bine cu amplasamentul orașului Deauville, situat la gura de vărsare a râului Touques, într-un mediu caracterizat de pajiști inundabile.
- René Lepelley a formulat ipoteza conform căreia prefixul Au- reprezintă un antroponim germanic, Avo[29]. Această teorie sugerează că numele Deauville ar putea deriva din asocierea termenului ville („domeniu rural”) cu numele personal Avo, indicând astfel „domeniul rural al lui Avo”.

Observații: Termenul germanic auwa, care explică numele orașului Eu (Seine-Maritime, Auvae sau Awae în secolul al IX-lea, Ou în secolul al XII-lea), este greu de combinat cu un nume terminat în -ville, deoarece această terminație este, de obicei, asociată cu un antroponim. Totuși, antroponimul germanic Avo pare a fi rar în toponimie. El se regăsește, totuși, în Avocourt (denumit anterior Avoncourt), unde este declinat conform vechiului caz regim, ceea ce nu se întâmplă niciodată pentru numele de persoană compuse cu sufixul -ville în Normandia, deși acest lucru este frecvent în alte regiuni.
Există o posibilă omonimie cu Auville-sur-le-Vey (menționat ca parrochia de Auvilla în 1274, Auvilla în perioada 1277 ~ 1280), al cărui prim element se explică prin antroponimul germanic Awo (masculin) sau Awa (feminin), conform lui Dominique Fournier.

## Istorie

### Vechiul Regim
Deauville și mlaștinile sale au lăsat puține urme în istorie înainte de crearea stațiunii balneare.
Satul a fost construit pe înălțimea muntelui Canisy, care era prebendă a episcopiei din Lisieux în perioada Vechiului Regim. Activitatea era predominant agricolă, constând în creșterea animalelor și cultivarea pământului, în special a sparcetei.
Pe înălțimi, puțin în afara satului, chiar la limita actuală dintre Deauville și Saint-Arnoult, pe terenurile unde se află acum New Golf, erau vizibile, până de curând, ruinele castelului Lassay, descris de istoricul și arheologul Arcisse de Caumont, care afirma că acesta era încă aproape intact în 1830. Castelul a fost construit în 1676 de către Armand de Madaillan, conte de Lesparre și marchiz de Lassay. Aflat în grațiile curții de la Versailles, pe când o curta pe ducesa de Montpensier, contesa de Auge, care deținea proprietăți la Honfleur, Armand s-a lăudat că este proprietarul celui mai splendid castel normand și a invitat-o să-l viziteze. Aceasta era însă o exagerare, castelul fiind la acel moment doar un simplu conac, ceea ce reflecta fidel originea sa gasconă. Ducesa a acceptat invitația, iar legenda spune că Armand s-a grăbit să revină pe moșia sa și să construiască în puțin peste o lună o reședință de vis, care însă nu a fost niciodată vizitată de inspirația sa.
Ludovic al XIV-lea a transformat parohiile Benerville, Tourgéville, Saint-Arnoult și Deauville într-o feudă sub numele de Montcanisy. Fiul său, devenit conte, apoi marchiz de Lassay, a construit ulterior la Paris Hôtel de Lassay, care astăzi servește drept reședință a președintelui Adunării Naționale. Domeniul Montcanisy a trecut prin moștenire la nepoata sa, Adelaïde-Geneviève-Félicité d’O, devenind proprietatea ducelui de Brancas-Lauraguais. Ducelui îi plăcea să organizeze petreceri somptuoase, în onoarea favoritei lui Ludovic al XV-lea, Madame du Barry, dar și mai târziu pentru Sophie Arnould (1744-1802), cântăreață de operă la Paris și amanta sa. Castelul a fost vândut în 1824 pentru suma de 85.000 de franci unui parizian pe nume Auger, care l-a lăsat să se degradeze.
În timpul reorganizării administrative a teritoriului francez, comuna a fost integrată în arrondissement-ul Pont-l'Évêque în 1801, iar după desființarea acestuia în 1926, a trecut la arondismentul Lisieux. De asemenea, a fost alocată succesiv următoarelor cantoane: Touques în 1793, Pont-l'Évêque în 1801 și, începând din 1872, Trouville-sur-Mer.
Moda băilor de mare, care a contribuit la succesul orașului Trouville-sur-Mer, s-a extins pe cealaltă parte a râului Touques, dând naștere unei noi „colonii” de turiști. Cu toate acestea, în 1870, Guides Joanne, o referință pentru călătorii secolului al XIX-lea, scriau: „Deși pare să fie doar o prelungire a plajei din Trouville, plaja din Deauville este, în realitate, mai puțin convenabilă.”.

### Originea

La Plage de Deauville, Eugène Boudin, 1865.

Orașul Dieppe este cel care inaugurează băile de mare în Franța, în 1812, atingând succesul odată cu ducesa de Berry, care își petrecea acolo sezonul estival. Ulterior, ștafeta este preluată de Trouville-sur-Mer, care era atunci doar un sat, dar care începe să se dezvolte datorită noii burghezii franceze, precum și aristocrației din timpul celui de-al Doilea Imperiu.
În 1847, Trouville, pentru a asigura o legătură regulată cu trenurile care sosesc acum de la Paris până în Le Havre, construiește un dig lung la gura de vărsare a râului Touques, pentru a facilita acostarea vapoarelor. Această construcție modifică însă curenții marini, ceea ce determină acumularea de nisip de-a lungul mlaștinilor și terenurilor neproductive din Deauville, împingând marea mai departe și formând o plajă mare de nisip.
În timp ce Napoleon al III-lea construiește pentru împărăteasa Eugénie Villa Eugénie la Biarritz, investitori ambițioși creează noi „colonii” balneare: Cabourg de către Durand Morimbeau în 1853, Houlgate de Victor Deslise în 1854 și Villers-sur-Mer de Félix Pigeory în 1856.
Printre obișnuiții din Trouville, doctorul Joseph Olliffe, un medic cunoscut al ambasadei Angliei și al ducelui de Morny, și-a cumpărat o vilă confortabilă pe plajă. Acest medic monden, foarte apreciat la curtea lui Napoleon al III-lea, visează să devină la rândul său un creator și constructor. Observa terenurile de vânătoare din Deauville, abia potrivite pentru vânătoarea de iepuri, similar cu situația contelui d'Hautpoul, primar al orașului Trouville începând cu 1857, care căuta să-și extindă orașul, restrâns între Touques și faleze. În 1847, acesta a anexat micul teritoriu Hennequeville.
Încurajat de Morny, Olliffe investește, alături de bancherul Armand Donon, de la Banca Otomană, suma de 800.000 de franci aur pentru achiziția a 240 de hectare de mlaștini, recunoscute de stat ca proprietate a comunei.
Lucrările de drenaj au început în 1859, în perioada în care Arcisse de Caumont menționa despre Deauville doar priveliștea magnifică pe care o descoperea de pe dealul unde se afla vechea biserică parohială Saint-Laurent, a cărei parte cea mai veche datează din secolul al XI-lea, cu modificări din secolele al XIII-lea, al XV-lea și al XVI-lea.
Pe pantele din jurul bisericii erau grupate fermele țăranilor care trăiau din agricultură și creșterea animalelor. Mlaștinile și terenurile neproductive din avalul satului, pe care avea să se ridice viitorul Deauville, erau folosite pentru pășunatul vacilor și oilor.
Au fost necesari patru ani, între 1860 și 1864, pentru ca Deauville modern să se ridice din mlaștini, iar populația sa să se înzecească.

### Dezvoltarea

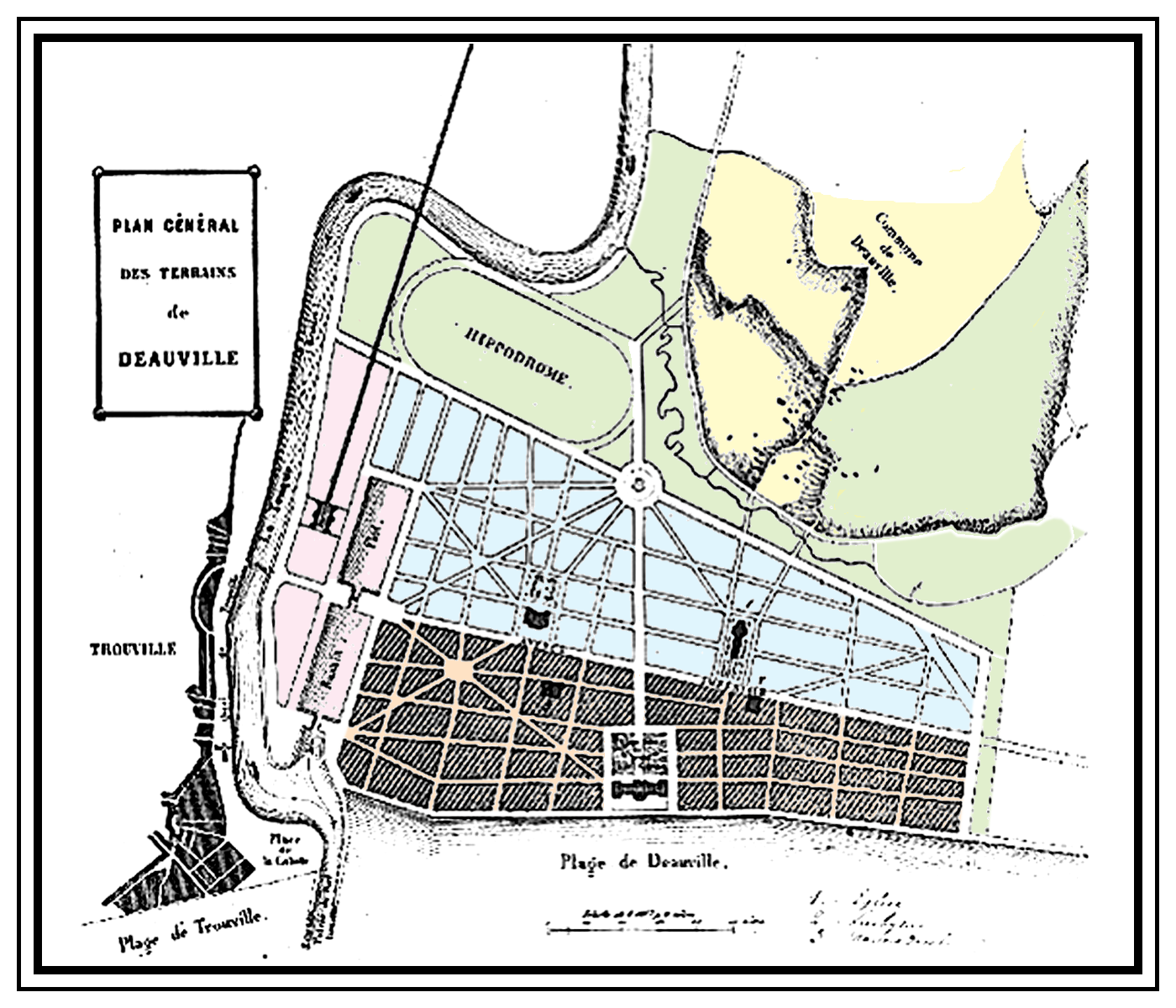
Planul de urbanizare al noii stațiuni balneare Deauville, datând din 1859, este atribuit, cel mai probabil, arhitectului Breney.

Pentru a asigura succesul investițiilor lor, Olliffe și Donon își prezintă proiectul unor finanțatori precum Delahante și arhitecților, inclusiv Desle-François Breney, care tocmai realizase planurile casino-ului și salonului din Trouville-sur-Mer.
O societate este înființată rapid sub protecția discretă a lui Morny, care, deși nu apare direct implicat, este suficient de prezent pentru a beneficia de câștigurile proiectului.
Curând, familii bogate, precum Greffulhe sau Sipière, alți bancheri, precum Tenré, Dalloz sau Boitelle, și agenți de schimb, cum ar fi Dollfus sau Salamanca, achiziționează loturi pentru a construi „chalets de villégiature” (reședințe de vacanță).
Implementarea planului urbanistic, desenat de Desle-François Breney, este încredințată antreprenorilor Castor și Mauger, care construiesc, de asemenea, pentru acești investitori.
Breney împarte spațiul în patru zone: pe malul mării, de la lais până la bulevardul Imperial, zona rezidențială de lux cu cazinoul, în spate o zonă urbană populară, la poalele dealului o zonă mondenă cu hipodromul, iar de-a lungul Touques o zonă de activitate cu portul și peronul căii ferate. Spațiul este înscris într-un patrulater, structurat în jurul unui cardo cu un bulevard care leagă cazinoul de pe malul mării de hipodrom și bulevardul Imperial, fostul „drum al vameșilor”, paralel cu marea, care leagă celălalt mal al Touques printr-un pod, și împărțit printr-o rețea de străzi largi. Excluse din planul de urbanism, vechiul târg rămâne izolat în vârful dealului, în jurul bisericii Saint-Laurent, fiind conectat cu zona populară prin prelungirea căilor sale .
Planul clasic este inspirat la Breney de principiile pariziene ale baronului Haussmann. Acest lucru are avantajul de a nu dezorienta clienții, care regăsesc la Deauville reperele lor urbane, „într-un fel, înalta societate se simte ca acasă”.

### Echipamentele majore

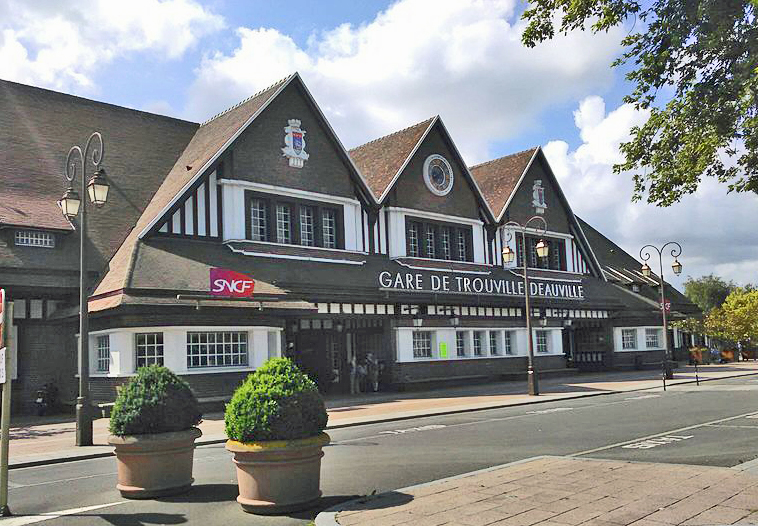
Gara Trouville-Deauville, construită într-un stil neo-normand.

Un decret imperial din 25 iunie 1860 autorizează lucrările, iar „pont de l'Union” dintre Deauville și Trouville este inaugurat în 1861.
Din motive necunoscute astăzi, zona portuară nu a fost realizată, chiar dacă legăturile cu vechiul Deauville au fost stabilite. Morny valorifică spațiul liber extinzând suprafața hipodromului. Construcția acestuia este încredințată arhitectului Saint-Germain. Inaugurarea hipodromului în august 1863, în același timp cu gara, marchează începutul pentru mulți ani al vieții mondene deauvillese din sezonul estival.
Pentru a evita ocolul prin Le Havre, era necesar să se prelungească linia de cale ferată de la Lisieux. Morny, acționar al Companiei Căilor Ferate de Vest, la fel ca și Charles Laffitte, îi cedează acestuia din urmă terenuri lângă proprietatea sa. Laffitte construiește acolo Grand Hotel și facilitează prelungirea liniei de la Lisieux la Deauville. Gara este inaugurată în 1863.
Olliffe și Donon cedează Domeniilor terenuri pentru săparea unui avanport cu ecluze și a unui bazin plutitor, în prelungirea digurilor construite de Trouville, care dispune doar de un port de reflux la gura râului Touques, care are o lungime de 300 m și o lățime de 80 m și include o rampă de debarcare. „Peninsula Touques”, situată între bazinul plutitor și râu, este concesionată unor companii specializate în prelucrarea cărbunelui adus din Anglia și a lemnului importat din țările nordice. Pentru a facilita transportul mărfurilor, o ramificație a liniei de cale ferată este prelungită până la peninsulă. Noul port din Deauville este inaugurat la 1 august 1866.
Între 1860 și 1864, toată infrastructura a fost realizată: mlaștinile au fost drenate, dunele nivelate și străzile trasate. Acestea sunt ridicate cu 1,50 m față de nivelul inițial al mlaștinilor, ceea ce obligă proprietarii să umple parcelele lor și să construiască clădiri cu subsol. Între plajă și primul rând de vile, care trebuiau să fie retrase cu 10 m, a fost construită „La Terrasse”, o dig-promenadă lungă de 1 800 m și lată de 20 m. Începută în 1860, aceasta a fost finalizată în 1864 și beneficia de iluminat public, datorită fabricii de gaz construită încă din 1861. Pe traseul său a fost construit hotelul des Terrasses, astăzi demolat, pe ale cărui fundații a fost ridicat liceul din Deauville, utilizat ca centru de internare a prizonierilor germani în 1944.

### Promovarea imobiliară

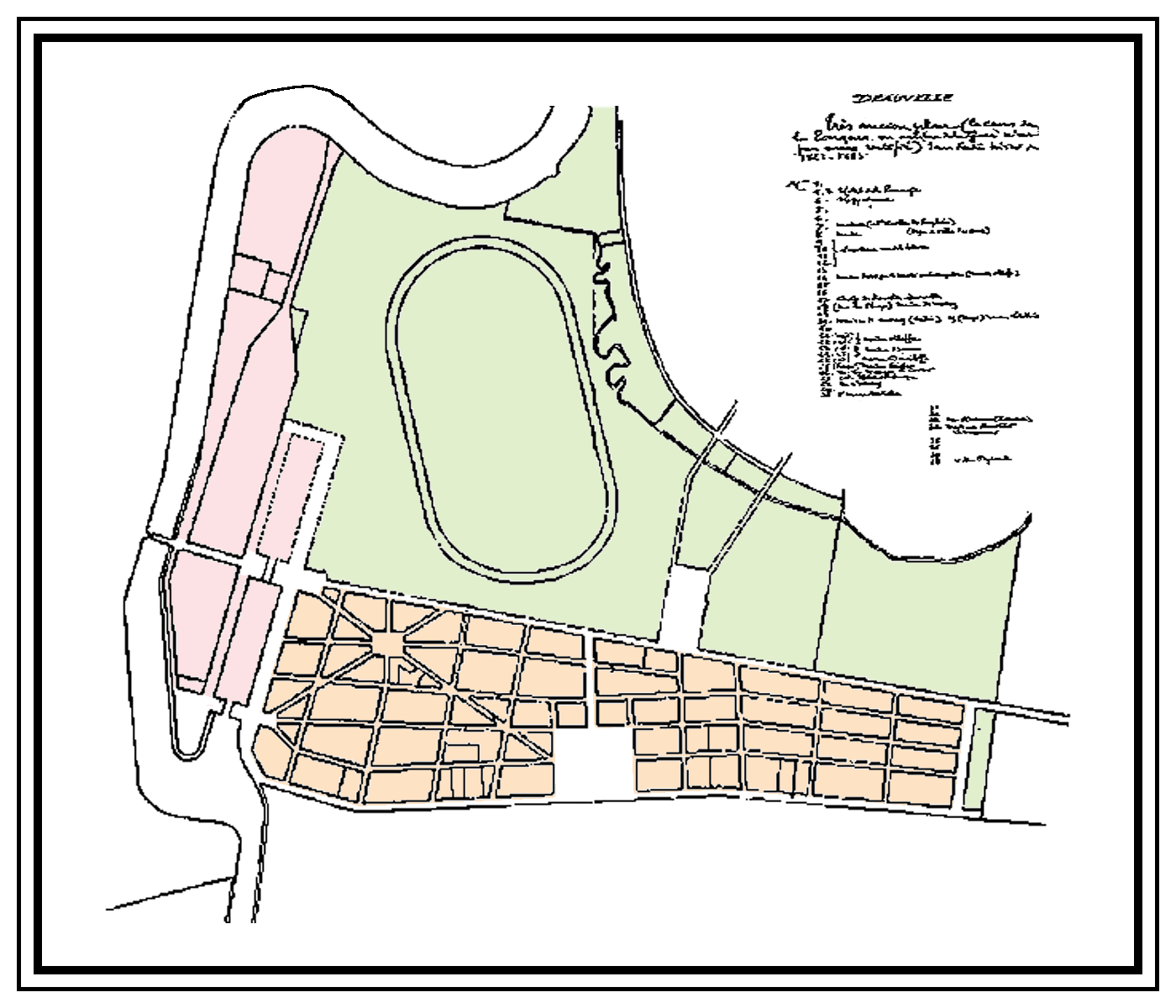
Planul noii stațiuni balneare Deauville, datat între 1860 și 1870, desenat de Henry Lecourt, pe baza unui plan realizat de primarul și arhitectul Breney.

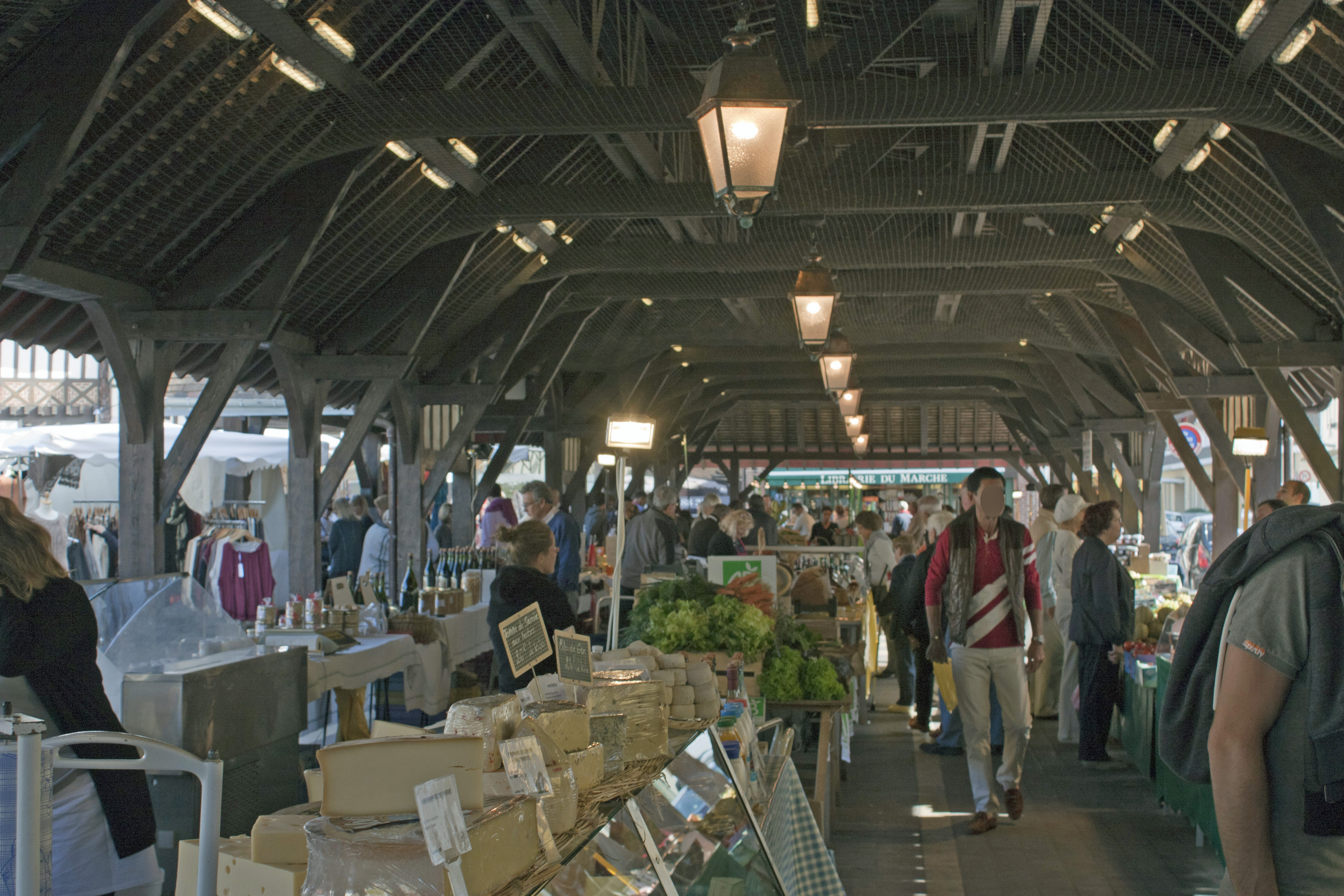
Piața din Deauville.

Fondatorii sunt primii care își construiesc vilele pe parcele vaste. Morny comandă construirea vilei Sergewna, Olliffe creează Victoria Loge, iar Donon ridică vila Élisabeth. Investitorii își dispută cele mai bune parcele, cele cu acces direct la plajă și vedere la mare. Arhitecții creează planurile vilelor în „stil eclectic”, un amestec rafinat de stiluri regionale și istorice. Aceste vile trebuie să fie ostentative și să reflecte succesul social al proprietarilor lor: „pretutindeni eleganță, pretutindeni neașteptatul, pretutindeni fantezia în ceea ce are mai rafinat și mai ingenios. Aici, un chalet rusesc cu delicate arabescuri; alături, o casă olandeză cu turn și fronton sprijinite; mai departe, două vile construite în cel mai pur stil al vechii arhitecturi engleze; și mai departe, de-a lungul întregului profil al terasei, o serie de creații fantastice, reunind toate varietățile și stilurile, ba chiar toate naționalitățile. Astfel, elvețieni, spanioli, englezi, americani, olandezi și chiar turci își concretizează, prin relațiile lor excelente, visul atât de drag utopiștilor: fraternitatea universală.”.
Spre deosebire de Trouville, stațiune balneară, Deauville se dorește a fi un „oraș al plăcerilor”. Totuși, un stabiliment de hidroterapie este construit în 1862, la capătul digului-promenadă, lângă Touques. Acesta oferă băi calde și reci, cu apă dulce sau sărată, și închiriază turiștilor cabine de baie fixe sau mobile, precum și mobilierul de plajă necesar. Cazinoul, situat în centrul promenadei, se află în fața unui parc de trei hectare. În spatele acestuia, „Arcadele” (vizibile și astăzi) încadrează perspectiva, având magazine la parter și locuințe de închiriat la etaj. Cazinoul este inaugurat a doua zi după 14 iulie 1864. Pe o parte a cazinoului se află „Grand Hôtel du Casino”, iar pe cealaltă parte, un spațiu gol așteaptă construcția unui al doilea hotel.
Arhitect și acționar al Societății Imobiliare, Desle-François Breney este numit primar al orașului Deauville în 1861. El știe să concilieze interesele comunei cu cele ale investitorilor. Municipalitatea își asumă întreținerea anumitor străzi în schimbul unor terenuri destinate construcției clădirilor publice. În 1864, două terenuri sunt cedate pentru construirea noii biserici Saint-Augustin și a parohiei sale. În anul următor, alte trei terenuri sunt cedate pentru construirea școlii, a pieței acoperite și a templului pentru colonia engleză. Breney creează planurile acestor construcții împreună cu arhitectul parizian André Jal.
La fel ca Haussmann la Paris, Breney încurajează mixitatea socială. În jurul actualei Place de Morny și de-a lungul Rue du Casino, se formează, începând cu 1863, un cartier comercial care găzduiește comercianți, personal hotelier (nu toți), servitori și muncitori în construcții. Case cu grădini, dar și imobile joase lipite unele de altele, adăpostesc la parter magazine, iar la etajele superioare întreaga societate muncitoare. În centrul zonei, aproape de Place de Morny, se află piața, renumită pentru produsele sale locale.

### Criza și Belle Époque

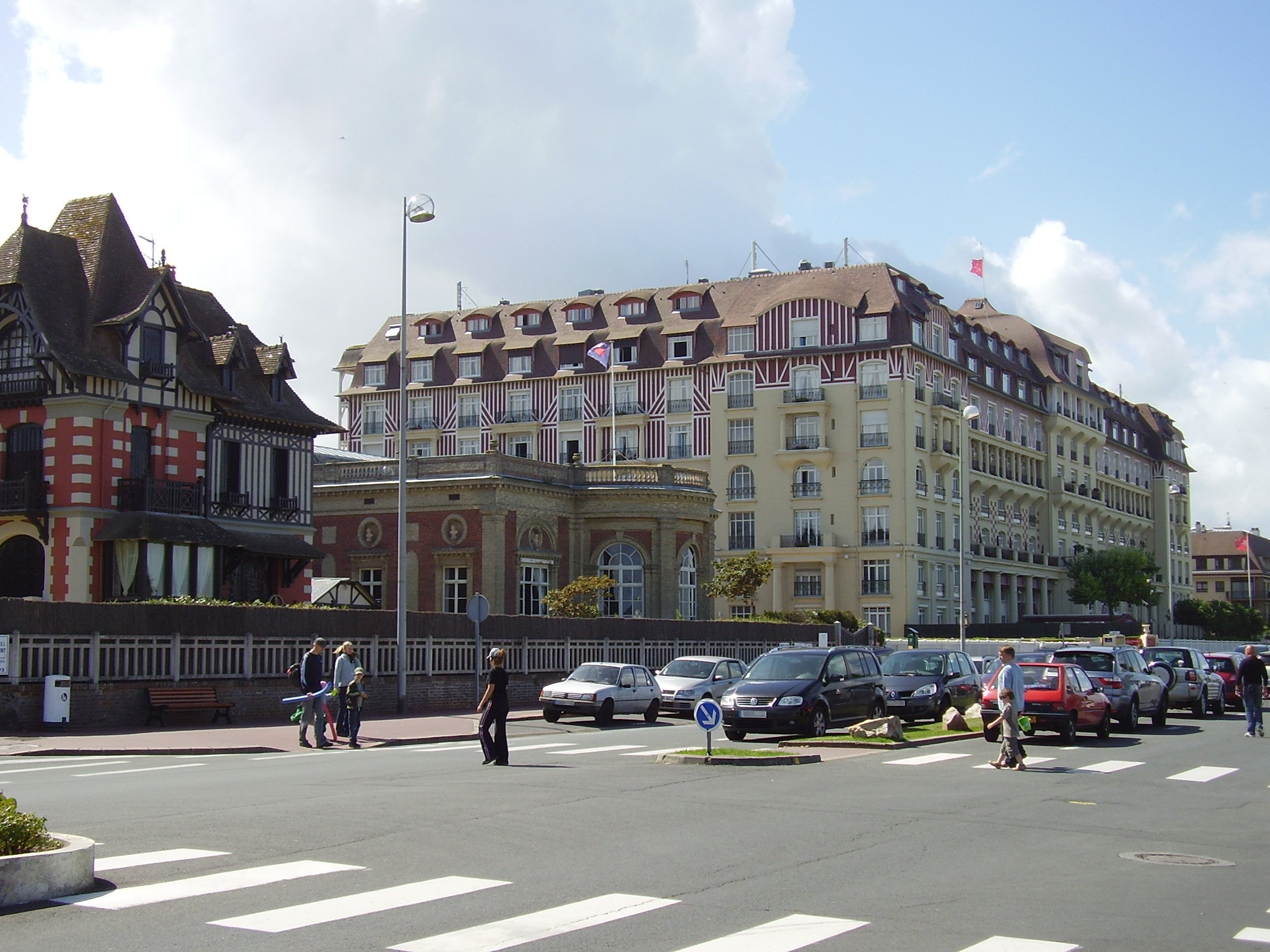
Cercul Proprietarilor și Hôtel Royal.

Zona maritimă a ținutului Auge s-a transformat profund în ultimele două decenii. Sate agricole mici au devenit, în acest interval, orașe balneare cunoscute și frecventate adesea la nivel internațional. Conform unui clasament al ghidurilor Joanne, se disting mai întâi stațiunile pentru „mari averi”: Trouville-sur-Mer, o stațiune balneară internațională; Deauville, orașul plăcerilor aristocrației din perioada Imperiului; Houlgate, locul de întâlnire al burgheziei industriale; și Cabourg, un centru literar și teatral. Apoi, stațiunile pentru „averi mici” includ Honfleur, un oraș al artiștilor pictori, și Villers-sur-Mer, o stațiune familială.
„ Este oare Deauville destinat să-și mențină reputația artificială și exagerată, și vor decide vreodată familiile cu adevărat burgheze să-și « așeze cortul » aici? Mă îndoiesc profund […] Să adăugăm că, din cauza nisipurilor mișcătoare, Deauville nu se ridică, sub nicio formă, la nivelul Trouville, nici ca plajă, nici ca vegetație. […] De fapt, totul, la Deauville, este pretențios, chiar și marea, după care trebuie să alergi. « Într-un cuvânt, concluzionez: mult nisip și mult prea multă spoială. » ”— Guide Conty ,  Côtes de Normandie, 1868

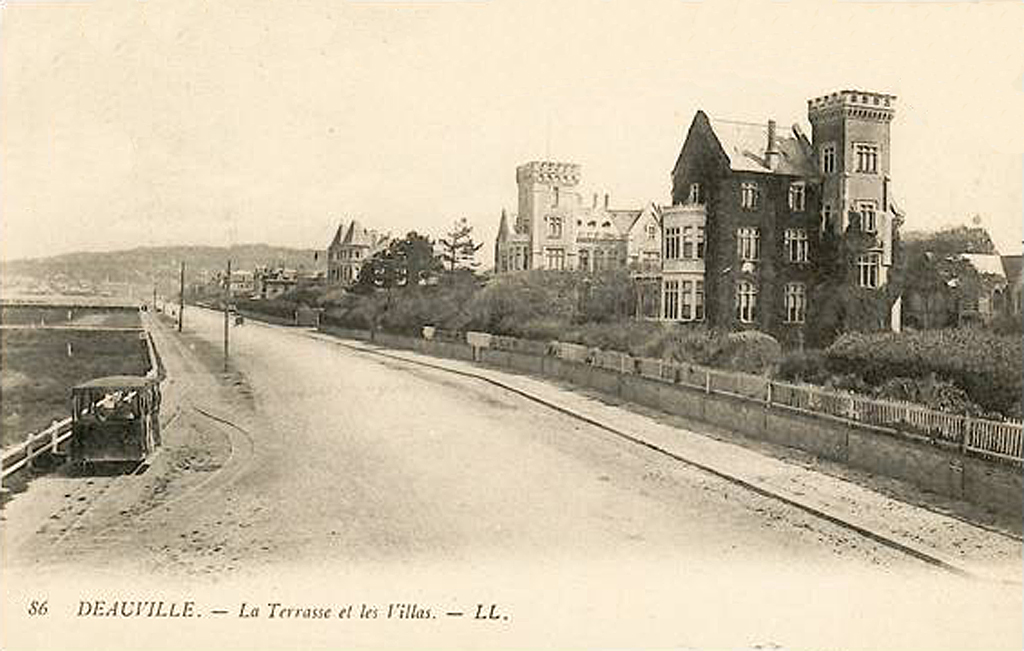
Tramvaiul.

Decesul ducelui de Morny în 1865 nu afectează dezvoltarea orașului Deauville, acesta dobândind deja o dinamică proprie. Lovitura fatală vine însă odată cu căderea Imperiului în 1870: într-un singur sezon, aristocrația imperială se retrage discret și își părăsește vilele din Deauville. Portul nu va avea niciodată un al doilea bazin plutitor, iar stabilimentul de hidroterapie este demolat în 1877 din cauza lipsei de clienți. Criza economică din 1870 reduce traficul maritim comercial în favoarea orașului Le Havre, iar întreprinderile industriale, în principal gaterele de pe „peninsula Touques”, dispar. Deși al doilea hotel de lux nu este construit lângă cazinou, pe locul său este ridicat în 1875 „Cercul Proprietarilor”, destinat marilor proprietari de grajduri pentru cursele hipice.

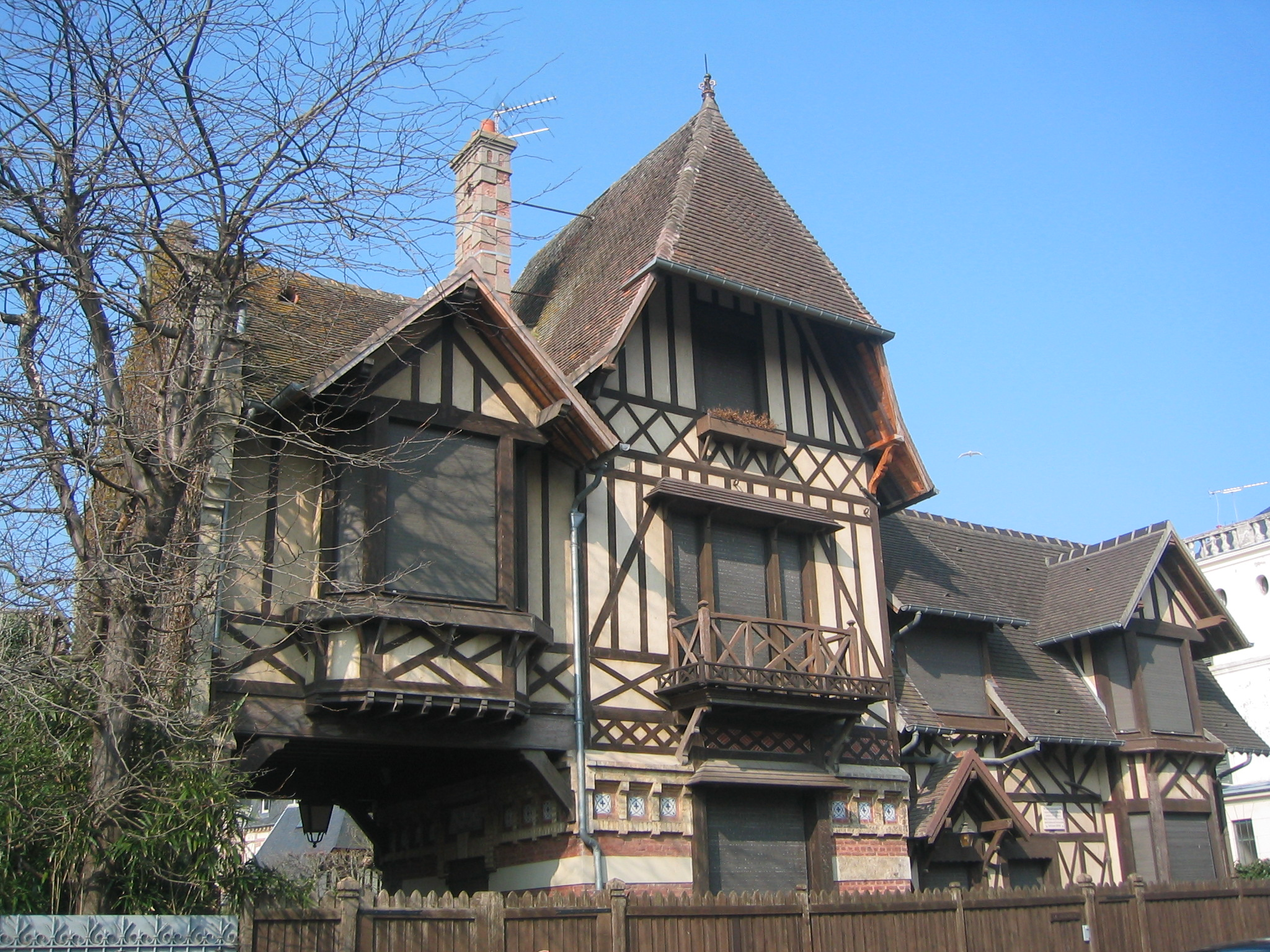
Villa Breloque, construită în 1884 de Eugène Boudin.

La tulburările politice și criza economică se adaugă o criză ecologică. Modificarea țărmului, cauzată de digurile de la gura râului Touques, care crease plaja de nisip din Deauville, este amplificată de construirea avanportului. O furtună puternică în iarna 1874-1875 aduce un banc de pietriș la 300 m de „La Terrasse”, formând o „nouă” între aceasta și plajă. Société des Bains de Mer încearcă să transforme această acumulare de apă într-un lac, fără succes; lacul se colmatează treptat, creând un lais de 15 hectare, ceea ce impune construirea unei estacade din lemn pentru a ajunge la mare.
În 1883, Domaine Public cedează o parte din terenul non aedificandi câștigat din mare proprietarilor riverani, cu condiția ca aceștia să creeze o nouă terasă pietruită de 10 m lățime și să prelungească străzile de acces până la aceasta.
Până în 1881, Deauville nu dispune de clădiri administrative. În acel an este construită primăria, care găzduiește inițial și oficiul poștal, ulterior un comisariat de poliție, înainte ca fațadele să fie transformate, în anii 1960, în stil neo-normand.
Pentru a încheia secolul, Ministerul de Interne închide cazinoul în 1889 pentru nereguli. Acesta este cumpărat, împreună cu Grand Hôtel du Casino, în 1893 de Edmond Blanc, un important proprietar de grajduri pentru curse. Blanc demolează cazinoul în 1895 și prelungește Avenue de l'Hippodrome până la „La Terrasse”. Astfel se încheie Belle Époque pentru Deauville.
Pictorul Eugène Boudin a pictat portul din Deauville de-a lungul întregii sale cariere, surprinzându-l pe măsură ce se dezvolta și devenea din ce în ce mai animat de activități comerciale, bărci de pescuit și iahturi ale vizitatorilor bogați.

### Al doilea suflu și anii nebuni

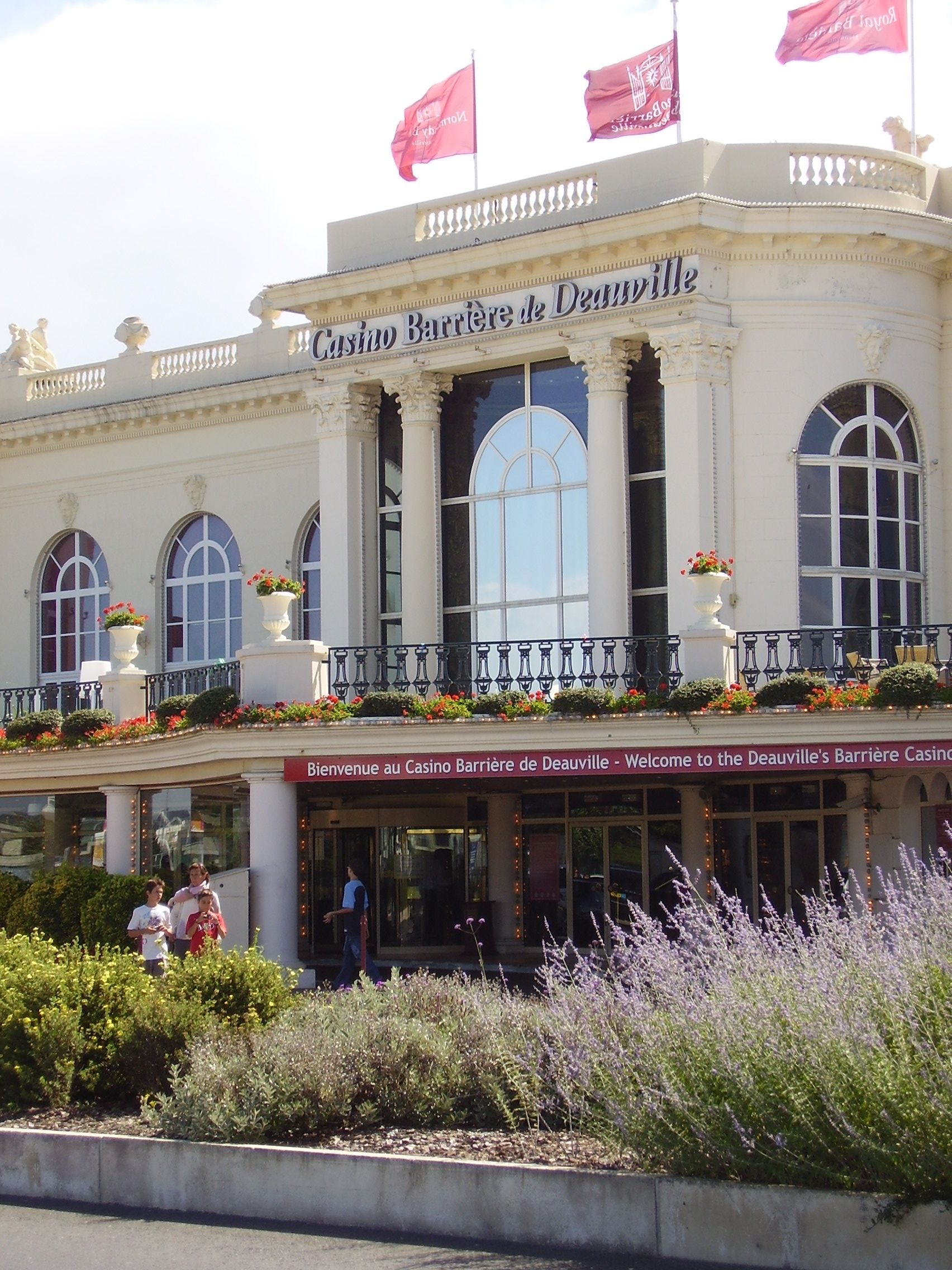
Cazinoul din Deauville.

La începutul secolului XX, Deauville rămâne în umbra orașului Trouville-sur-Mer, stațiune mai renumită pentru clienții parizieni. Noul primar, Désiré Le Hoc, decide să relanseze Deauville. El apelează la Eugène Cornuché, administrator al cazinoului din Trouville din 1909. Cornuché se mută la Deauville, cumpără în 1910 Grand Hôtel du Casino și construiește în locul său un nou cazinou, inaugurat pe 10 iulie 1912. Chiar de la inaugurare, noul stabiliment de jocuri din Deauville îl depășește pe cel din Trouville, declanșând creșterea orașului.
În 1912 este deschis hotelul Normandy, iar în 1913 un al doilea palat, hotelul Royal, este construit pe locul vilei La Louisiane a baronului Erlanger și a vilei ducelui de Morny, marcând astfel o nouă etapă în istoria orașului Deauville. Aceste hoteluri sunt asaltate de clienți pentru modernitatea și confortul lor, în timp ce vilele devin greu de întreținut și sunt utilizate doar pe durata verii.
În timpul Primului Război Mondial, hotelul Royal, la fel ca multe alte hoteluri din Normandia, este transformat într-un spital militar suplimentar pentru a primi răniți direct de pe front, grație liniei de cale ferată. Vila des Flots, construită de Botelle, prefect de poliție în timpul celui de-al Doilea Imperiu, și cumpărată în 1867 de contele Roger de Gontaut-Biron, este demolată în 1911 pentru a face loc hotelului Normandy.
Pe măsură ce țărmul continuă să se retragă, 17 hectare noi de teren câștigate din mare sunt cedate municipalității în 1913. Orașul Deauville construiește clubul de tenis Lawn-Tennis. În 1917, municipalitatea cedează din nou terenuri riveranilor, însă de această dată fără obligații; aceștia pot transforma noile spații în grădini. Părțile rămase în proprietatea comunei sunt amenajate ca spații verzi de arhitectul parizian Jean-Claude Nicolas Forestier.
În 1911, contele Le Marois construiește tribunele hipodromului Touques, inspirându-se din cele de la Longchamp. În 1912 și 1913, arhitectul Théo Petit proiectează, în spatele cazinoului, un ansamblu de buticuri de lux pentru, printre alții, bijutierul Van Cleef & Arpels și stilista Coco Chanel. În acest complex integrează și cafeneaua La Potinière. Magazinul Printemps își deschide primul butic în afara Parisului, proiectat de arhitecții Georges Wybo și Émile Mauclerc.

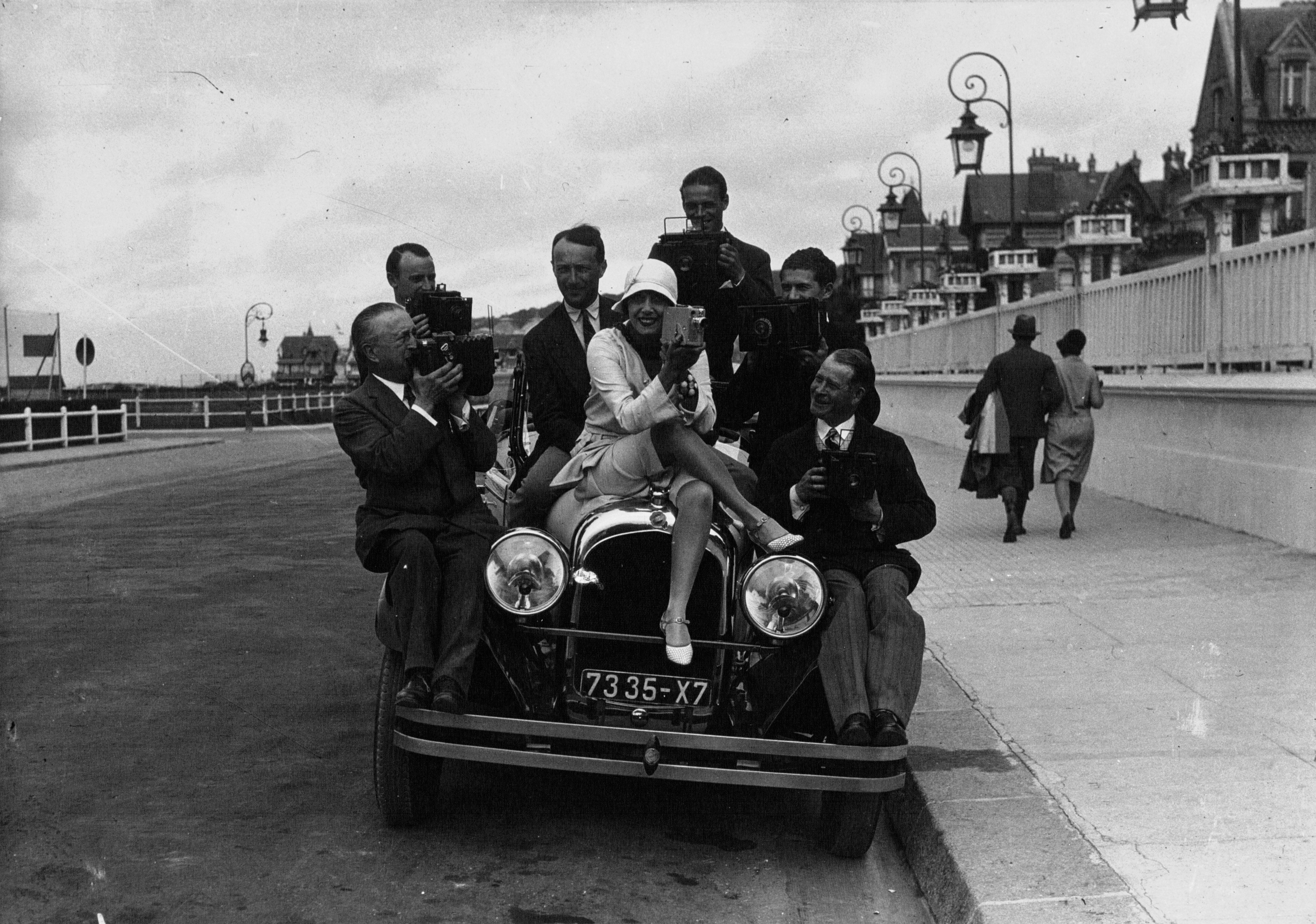
Mistinguett pozând la Deauville în 1929, pe capota Chrysler-ului său Imperial decapotabil.

La 12 mai 1921, comuna primește, în aceeași zi cu Trouville-sur-Mer, titlul oficial de stațiune climatică. Cazinoul din Deauville, loc de întâlniri și mondene, devine faimos pentru serile sale de gală și pentru activitatea intensă din sălile de joc. Perioada Années folles marchează apogeul acestui succes, atrăgând personalități importante precum regele Alfonso al XIII-lea al Spaniei sau André Citroën.
În 1924 se inaugurează Bains Pompéiens, împreună cu celebrele „Planches”, iar în 1929 este creat Yacht Club. Al treilea hotel de lux, Hôtel du Golf, nu este construit în Deauville, ci în comuna Saint-Arnoult, în 1927, de François André, succesorul lui Eugène Cornuché.
Cu veniturile generate de cazinou, comuna Deauville achiziționează, în 1927, terenuri în Tourgéville și Benerville-sur-Mer pentru a amenaja hipodromul Clairefontaine. În 1930, repetă operațiunea în comuna Saint-Gatien-des-Bois pentru înființarea unui aerodrom.
În anii 1930, Deauville nu este scutită de criza internațională care lovește Franța. Primarul, Robert Fossorier, reacționează elaborând un program de economii care aduce Deauville din nou într-o perioadă de stagnare până după război.

### Al Doilea Război Mondial
În timpul celui de-Al Doilea Război Mondial, Deauville a fost ocupată de armata germană. Orașul era puțin locuit: în mai 1943, copiii și bătrânii au fost evacuați spre interiorul țării. Acum se afla într-o zonă litorală interzisă oricărei persoane care nu locuia acolo înainte de război. Orașul și-a pierdut aspectul de stațiune plină de viață: hotelurile de pe malul mării și cazinoul au fost acoperite cu o vopsea pestriță de camuflaj, vilele de pe faleza mării erau în paragină și deseori golite de tot ce putea fi utilizat de trupele de ocupație. Vila Citroën a fost transformată în Soldatenheim, un cămin pentru soldați. Plaja era invadată de mărăcini și tufișuri care concurau cu sârma ghimpată. Străzile care duceau spre promenadă erau barate de șanțuri anti-tanc. O linie de cale ferată pornea din gară și continua pe traverse direct așezate pe carosabilul bulevardului Republicii, urcând apoi spre fortificațiile de pe mont Canisy.
Pe 19 august 1944, „kommandant major” Rimmer a convocat autoritățile municipale – primarul Robert Fossorier, cei doi adjuncți ai săi și secretarul primăriei – pentru o recepție de rămas-bun înainte de a părăsi orașul pentru a se retrage pe înălțimile din Trouville. Acum, toată lumea aștepta eliberatorii.
După debarcarea din iunie 1944 și bătălia din Normandia, armatele anglo-canadiene conduse de generalul Montgomery au cadrul operațiunii Paddle eliberează coasta normandă la est de râul Orne. Eliberarea regiunii Pays d'Auge este încredințată unităților Diviziei a 6-a Aeropurtată Britanică (6th Airborne), conduse de maiorul-general Richard Gale, parașutiștii care au aterizat în noaptea de 5 spre 6 iunie 1944 pe canalul Orne. Unitățile belgiene din Brigada Piron, aflate sub comanda lui Gale, primesc misiunea de a elibera litoralul. După Cabourg, Dives-sur-Mer, Houlgate și Villers-sur-Mer, acestea ajung în apropierea orașelor Deauville și Trouville-sur-Mer.
Pe 20 august, trimiși din Deauville iau contact cu trupele aliate, care află că germanii au evacuat malul vestic al râului Touques, inclusiv mont Canisy. Germanii și-au stabilit ultima linie de apărare pe acest râu pentru a permite restului Armatei a VII-a germane să traverseze Sena fără obstacole. Retranșați într-un fortin, germanii controlează cu foc ce a mai rămas din podul pe care l-au aruncat în aer și dispun de tunuri anti-aeriene de 88 mm, eficiente împotriva țintelor terestre, precum și de mortiere. Trupele belgiene, sprijinite de unități britanice venite pe înălțimi, se confruntă cu o rezistență acerbă, în timp ce locuitorii care sărbătoresc eliberatorii nu se adăpostesc, rezultând numeroase victime civile în străzile drepte din Deauville, expuse tirului de pe înălțimile din Trouville.
Abia joi, 24 august, la ora 8:20 dimineața, trupele belgiene traversează râul Touques pe o pasarelă improvizată construită peste ruinele podului dintre Deauville și Trouville. Forțele aliate continuă să urmărească germanii în retragerea lor până în Belgia și Țările de Jos. În amintirea eliberatorilor lor, podul reconstruit între cele două orașe poartă numele de „Podul Belgian”.

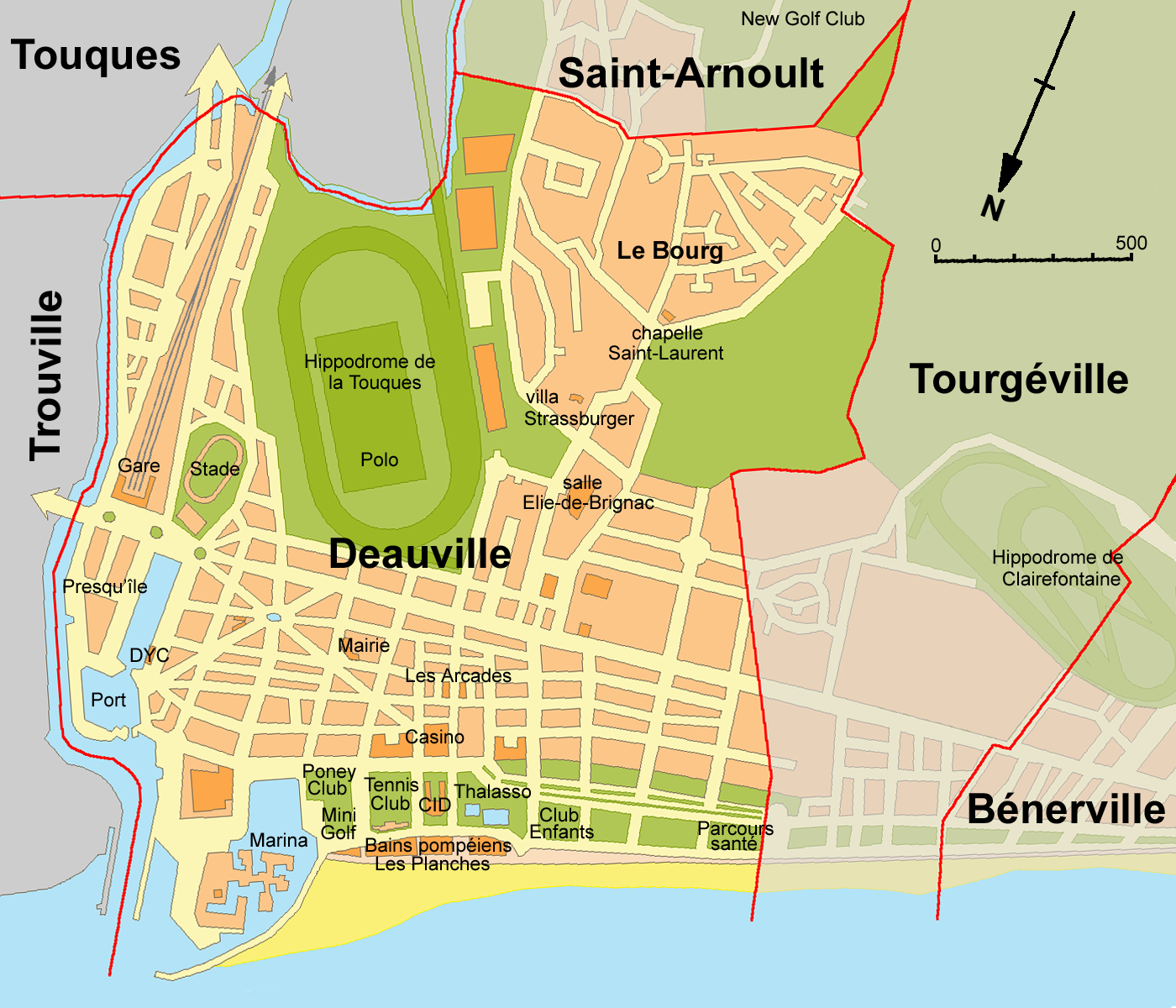
Plan actual al orașului Deauville.

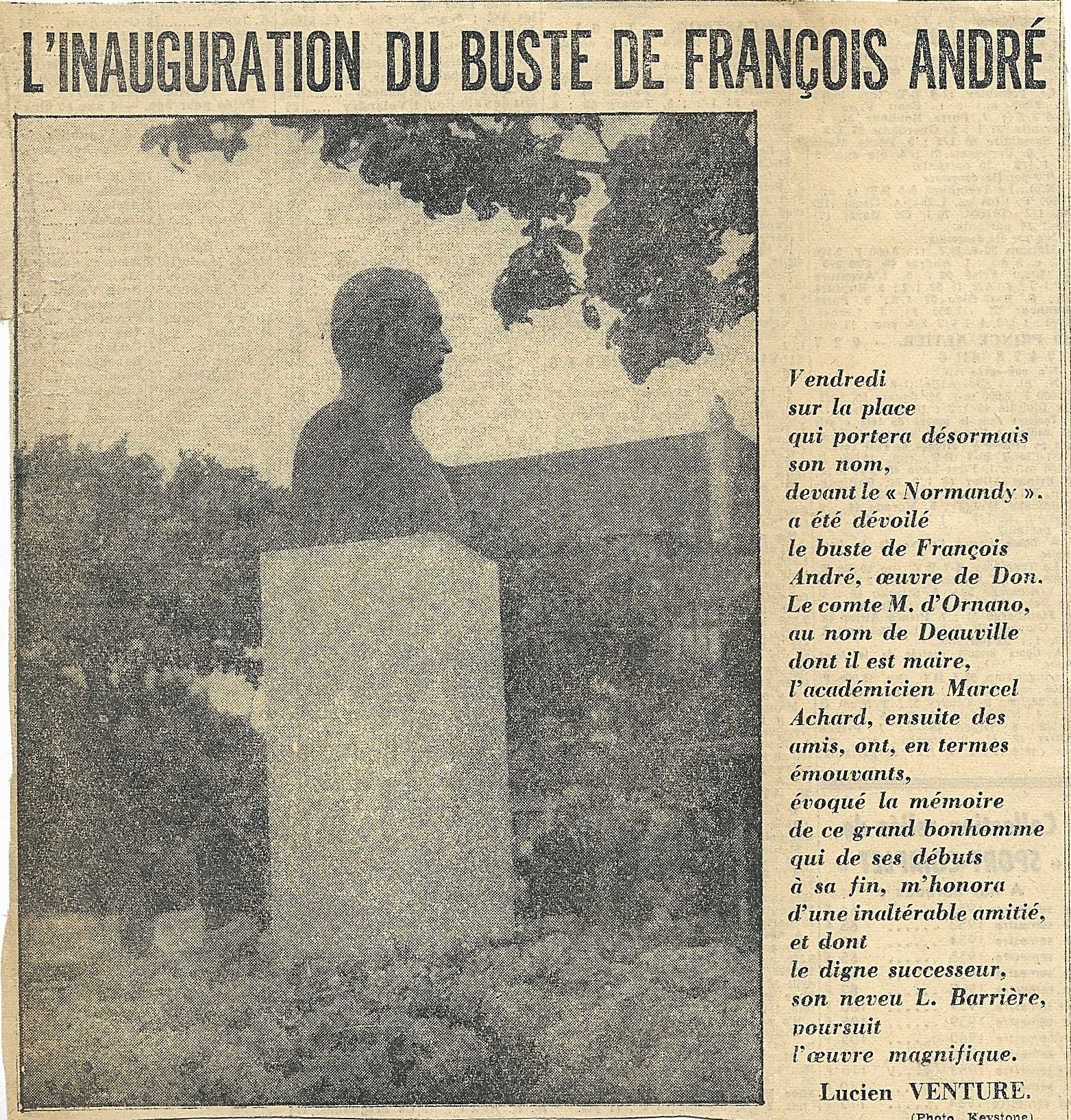
Ziarul Sport Complet (dată neprecizată).

### Din 1945
În anii 1960, Deauville devine conștient de imaginea și atuurile sale, dar și de necesitatea de a se adapta cerințelor unei noi clientele. Dezvoltarea turismului de masă, facilitată de introducerea concediilor plătite, atrage în stațiune familii din clasele sociale mai populare, în special datorită reamenajării unor vile în reședințe sau apartamente împărțite (precum vila des Abeilles, construită de Auguste Bluysen în 1910).
Michel d'Ornano devine primar, în timp ce Lucien Barrière îi succede unchiului său, François André, la conducerea cazinoului și a hotelurilor de lux. Este creat un festival de renume mondial: Festivalul de Film American, care găzduiește în fiecare an, în luna septembrie, numeroase vedete americane și franceze.
Deauville este acum legată de Paris prin autostrada A13 și breteaua sa A132, ceea ce plasează stațiunea la aproximativ 2 ore de capitală „transformând-o într-un fel în suburbie a acesteia”. Astfel, celor 4.000 de locuitori permanenți din Deauville li se adaugă un număr important de parizieni care își petrec weekendurile sau vacanțele în stațiune, până într-atât încât Deauville a fost supranumită „al 21-lea arondisment”.
În anul 2008, orașul cuprinde aproximativ 5.000 de reședințe secundare, reprezentând aproape 70% din totalul de puțin sub 7.200 de locuințe. Vilele vechi, în număr de 300, sunt protejate astăzi de presiunea imobiliară printr-o zonă de protecție a patrimoniului arhitectural, urban și peisagistic. Orașul s-a dezvoltat considerabil în timpul secolului al XX-lea, având în vedere că, în 1915, Deauville număra doar 1.154 de locuințe.

## Populația și societatea

### Date demografice
Evoluția numărului de locuitori este cunoscută prin recensămintele populației efectuate în comuna respectivă începând din 1793. Pentru comunele cu mai puțin de 10 000 de locuitori, un recensământ al întregii populații este realizat la fiecare cinci ani, populațiile legale pentru anii intermediari fiind estimate prin interpolare sau extrapolare.
În 2021, comuna număra 3565 locuitori, în scădere cu -3,67 % față de 2015 (Calvados: +1,02 %, Franța fără Mayotte: +1,84%).
| An        | 1793 | 1821 | 1841 | 1856 | 1876 | 1886 | 1901 | 1921 | 1936 | 1962 | 1982 | 2006 | 2014 | 2021 |
| --------- | ---- | ---- | ---- | ---- | ---- | ---- | ---- | ---- | ---- | ---- | ---- | ---- | ---- | ---- |
| Populație | 96   | 86   | 94   | 107  | 1514 | 2228 | 2874 | 3849 | 4663 | 5051 | 4682 | 3973 | 3725 | 3565 |

## Cultură locală și patrimoniu

### Locuri și monumente

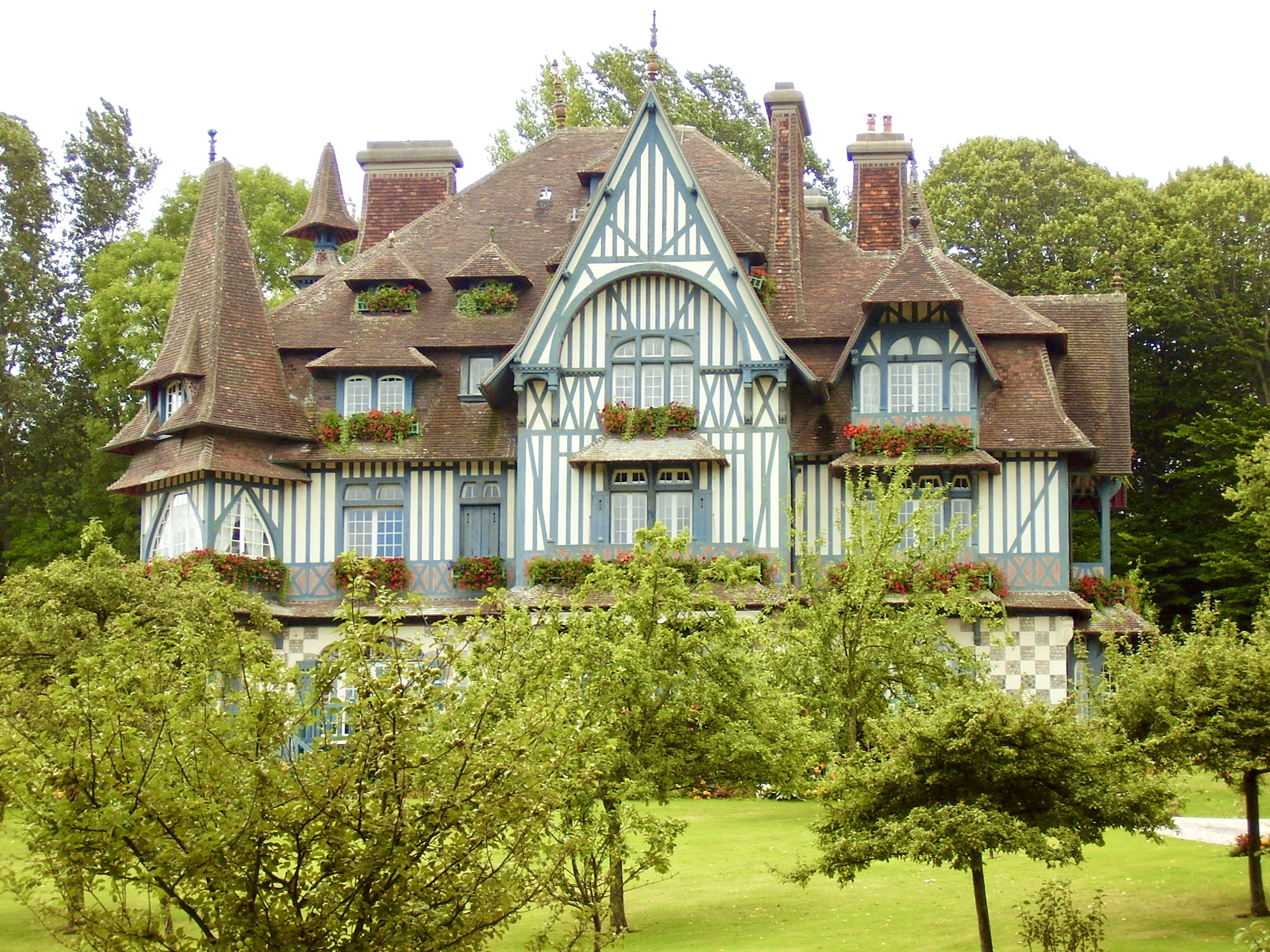
Villa Strassburger.

- Capela Saint-Laurent: fosta biserică parohială din secolele al XII-lea și al XIII-lea, este clasificată ca monument istoric prin ordinul din 23 septembrie 1977[63]. Yves Saint Laurent a contribuit la restaurarea acesteia.
- Villa Strassburger: situată pe terenul fostei ferme du Coteau, vândută de Gustave Flaubert în 1875 lui Henri de Rothschild, această vilă a fost construită la începutul secolului al XX-lea de arhitectul din Caen, Georges Pichereau. Este înscrisă în lista monumentelor istorice pentru fațadele și acoperișul său prin ordinul din 29 octombrie 1975. Vila poartă numele Strassburger deoarece a devenit, în anii 1920, reședința din Deauville a miliardarului american Ralph-Beaver Strassburger[64]. Descendenții acestuia au donat vila orașului Deauville, care de atunci se ocupă de gestionarea și întreținerea sa.
- Gara Trouville - Deauville, reconstruită în stil neo-normand în 1931, a servit drept sursă de inspirație pentru gara din Da Lat (Vietnam) și gara din Pointe-Noire (Republica Congo). Este înscrisă pe lista Monumentelor Istorice din 5 iulie 2010[65].
- Băile, inclusiv „Băile pompeiene” și aleile de scânduri cu balustrade, beneficiază de statutul de monument istoric din 11 iunie 2019[66].
- Oficiul poștal, realizat de Pierre Chirol, deține eticheta „Patrimoniu al secolului XX”[67], devenită ulterior eticheta „Arhitectură contemporană remarcabilă”.

#### Alte locuri și monumente
- Fosta spălătorie a centrului Élie de Brignac: integrată din 1974 în sala de licitații pentru cai de curse Élie de Brignac, „marea spălătorie din Deauville” se află pe locul unei spălătorii foarte vechi, deținută de Eugène Bruère în secolul al XIX-lea. Distrusă în 1889, a fost reconstruită de un anumit Pally și reamenajată în 1921 de Maurice Leduc pentru a deservi spălătoria hotelurilor din regiune până în 1969. De-a lungul secolului al XX-lea, clădirea a găzduit, de asemenea, o fabrică de nasturi aparținând Societății Industriale de Nasturi, până în 1930. Această spălătorie este inclusă în Inventarul General al Patrimoniului Cultural[68].
- Șantierul naval Bernard Macario: construit în 1920 de Bernard Macario, este cunoscut pentru realizarea, în 1932, a unei bărci de curse din lemn de mahon sau tec pentru Louis Charles Breguet și, în 1939, a iahtului Barbara III pentru Ettore Bugatti. De asemenea, a construit bărci de pescuit, precum Le Surplus, o lotcă pentru creveți din perioada postbelică, care astăzi aparține orașului Trouville-sur-Mer. Închis în 1965, șantierul a fost preluat de Constructions navales Normandie-Saintonge, devenind ulterior Chantiers navals deauvillais, înainte de a-și înceta activitatea în 2008[69]. Acest șantier naval este inclus în Inventarul General al Patrimoniului Cultural[70].
- În 2001 a fost inaugurat noul sediu al poliției din Deauville. Opera arhitecților Inoue, Ecker și Crochin, clădirea reflectă stilul arhitectural „deauvillais”.
- Statuia lui Charles de Morny, amplasată pe marginea pieței Morny, între strada Gambetta și strada Breney, a avut o istorie agitată. Originalul din bronz, creat de Henri-Frédéric Iselin, a fost inaugurat pe 18 august 1867. În 1870, statuia a fost demontată și depozitată într-o clădire a serviciilor tehnice ale orașului.

În anii următori, diverse comitete au încercat, fără succes, să obțină reinstalarea sa, însă guvernul și prefectul au interzis această inițiativă. În 1884, statuia a fost plasată sub sigilii, iar în 1896, soclul rămas gol a fost demolat. Pe 12 ianuarie 1942, sub regimul de la Vichy, statuia a fost luată și topită în cadrul mobilizării metalelor neferoase.
Pe 24 iulie 1955, o statuie de înlocuire, realizată din piatră de Edmond Moirignot, a fost inaugurată în prezența lui Maurice Garçon.
- Bustul din bronz al lui François André, amplasat în grădina François-André, a fost realizat de Jean Don. Acesta a fost inaugurat în 1964.
- Bustul din bronz al lui Désiré Le Hoc, situat la intersecția dintre strada Désiré-Le-Hoc și strada Victor-Hugo, a fost realizat inițial de Francis La Monaca și inaugurat pe 3 iulie 1921. Sub regimul de la Vichy, bustul original a fost demontat și topit în cadrul mobilizării metalelor neferoase. Ulterior, a fost instalat un bust de înlocuire, care are aproximativ jumătate din dimensiunea originalului.
- Bustul din bronz al lui Eugène Cornuché, amplasat la intersecția dintre prelungirea străzii Mirabeau și bulevardul Eugène-Cornuché, a avut inițial locația pe bulevardul Eugène-Cornuché, în fața hotelului Normandy. În timpul regimului de la Vichy, bustul a fost demontat și topit în cadrul mobilizării metalelor neferoase.

Înainte de demontare, administrația locală a avut grijă să realizeze un mulaj din ghips al bustului original. Ulterior, a fost instalat un bust de înlocuire, care a fost apoi mutat la locația sa actuală.
- Statuia Baigneuse realizată de Albert Leclerc, situată la intersecția dintre strada Sem și strada de la Mer.
- Monumentul eroilor, realizat de Max Blondat, a fost inaugurat în 1921 în piațeta bisericii, lângă biserica Saint-Augustin.

Locuri și monumente care fac parte din patrimoniul orașului:
- Biserica Saint-Augustin[71], construită în 1864 și extinsă și decorată în perioada 1929-1931;
- Templul protestant din Deauville[72], construit în aceeași perioadă pe strada République;
- Vila Breloque[73], locuința în care pictorul Eugène Boudin și-a petrecut ultimul an de viață și unde a murit pe 8 august 1898;
- Promenada de pe plajă, „Les Planches” și „Bains pompéiens”[74], care atrag până la 20.000 de vizitatori pe zi în weekenduri și vara; faleza a fost prima care a obținut certificarea ISO 9001 pentru serviciul de întreținere și valorificare;
- Cazinoul[75][76];
- Hotelurile grupului Barrière, palatele Normandy[77] și Royal;
- Primăria, complet reabilitată în stil neo-normand în 1961 de arhitectul DPLG Albert Guy, pionier al renașterii stilului normand, în timpul mandatului primarului Robert Fossorier[78];
- Piața Morny, cu fântânile arteziene și piața acoperită;
- Arcadele de pe bulevardul Général-de-Gaulle;
- Halele cu structură din lemn cu paiantă (colombage)[79];
- Vila Le Cercle (1876), inițial destinată proprietarilor de cai;
- Piscina olimpică[80], proiectată de Roger Taillibert (1966), inaugurată de secretarul de stat pentru Comerț Exterior Charles de Chambrun și de cântăreții Maurice Chevalier și Marie Laforêt[81];
- Les Franciscaines[82], centru cultural deschis în mai 2021.

### Personalități
- Gustave Flaubert (1821-1880), scriitor, frecventa în mod regulat acest loc, care pe atunci era doar un simplu sat, unde părinții săi dețineau o fermă pe care scriitorul a vândut-o în 1875[83].
- Sem, cunoscut sub numele de Georges Goursat (1863-1934), desenator, a surprins prin lucrările sale lumea mondenă din Deauville.
- Coco Chanel (1883-1971), creatoare de modă, și-a deschis aici al doilea boutique în vara anului 1913.
- Eugène Boudin, pictor francez, născut la Honfleur pe 12 iulie 1824 și decedat la Deauville pe 8 august 1898.
- Suzy Solidor (1900-1983) și-a făcut debutul în muzică aici, în 1929.
- Ford Madox Ford, al cărui nume real este Ford Hermann Hueffer, s-a născut pe 17 decembrie 1873 la Merton (pe atunci în Surrey, astăzi un district al Londrei) și a decedat pe 26 iunie 1939 la Deauville. A fost un romancier, poet, critic și editor britanic.
- Marie-Jo Bonnet, născută în 1949 la Deauville, istorică franceză specializată în istoria femeilor, a artei și a lesbianismului.
- Jean Gabin (1904-1976), rezident între 1958 și 1974[84][85], și Louis de Funès (1914-1983), actori de cinema.
- Rita Hayworth (1918-1987), actriță americană, a locuit aici în anii 1950 împreună cu soțul ei, prințul Ali Khan.
- Yves Saint Laurent (1936-2008), designer și creator de modă, a fost un vizitator frecvent al acestor locuri. A deschis unul dintre primele sale boutique-uri în incinta Cazinoului. Numele său a fost atribuit unei piețe.
- Claude Lelouch (1937) a contribuit la renumele mondial al plajei filmând aici celebrul film Un bărbat și o femeie (în franceză Un homme et une femme).
- Léon Chertok, născut pe 31 octombrie 1911 la Lida și decedat pe 6 iulie 1991 la Deauville, a fost un psihiatru francez de origine rusă, cunoscut pentru lucrările sale asupra hipnozei și medicinei psihosomatice.
- Rita Cadillac, născută Nicole Yasterbelsky pe 18 mai 1936 în arondismentul 18 din Paris și decedată pe 4 aprilie 1995 la Deauville, a fost o dansatoare, cântăreață și actriță franceză.
- Jean-Edern Hallier, născut pe 1 martie 1936 la Saint-Germain-en-Laye și decedat pe 12 ianuarie 1997 la Deauville, a fost un scriitor, polemist, pamfletar, jurnalist, critic literar și realizator de televiziune francez.
- Alexandre Briquet, cunoscut sub numele de scenă Sacha Briquet, a fost un actor francez, născut pe 16 aprilie 1930 la Neuilly-sur-Seine (Hauts-de-Seine) și decedat pe 6 iulie 2010 la Deauville.

## Înfrățiri
- Regatul Unit al Marii Britanii și al Irlandei de Nord – Cowes - din 1964[86]
- Germania – Eicklingen - din 1967[87]
- Irlanda – Kildare - din 1990[88]
- Statele Unite ale Americii – Lexington - din 1994[89]